# Новосёлки (Ровненский район)
Новосёлки (укр. Новосілки) — село в Здолбуновской городской общине Ровненского района Ровненской области Украины.
До 2020 года входило в Здолбуновский район.
Население по переписи 2001 года составляло 565 человек. Почтовый индекс — 35723. Телефонный код — 3652. Код КОАТУУ — 5622684601.